# Wielki Syrt
Wielki Syrt (ros.: Общий Сырт, Obszczij Syrt; kaz.: Жалпы Сырт, Żałpy Syrt) – wyżyna w południowo-wschodniej Rosji europejskiej i częściowo w Kazachstanie. 
Wyżyna Wielki Syrt leży w południowo-wschodniej części Niziny Wschodnioeuropejskiej. Na wschodzie opiera się o południowy Ural, na południu dolina rzeki Ural dzieli ją od Niziny Nadkaspijskiej, na wschodzie sięga doliny środkowej Wołgi (w okolicy Saratowa), od północy łączy się z wyżynami zachodniego przedgórza Uralu. Wielki Syrt rozciąga się południkowo na długości około 500 km, osiąga maksymalną wysokość 405 m n.p.m. (Miedwieżyj Łob koło Orenburga). 
Wielki Syrt ma specyficzną dla tutejszego regionu formę syrtu – stanowi wypiętrzony, silnie zerodowany płaskowyż, pocięty dolinami rzek na pojedyncze wzgórza i kopulaste ostańce – szychany. Zbudowany jest z piaskowców, glin i wapieni permskich i mezozoicznych. Występują zjawiska krasowe. W północnej części występują lasy, w południowej – roślinność stepowa. 
Zachodnią i środkową część Wielkiego Syrtu odwadniają dopływy Wołgi, m.in. Samara, Czagra i Wielki Irgiz, natomiast część wschodnią i południowe stoki całego płaskowyżu – dopływy Uralu, m.in. Sałmysz, Sakmara i Czagan. Wzdłuż płaskowyży przebiega dział wód między dorzeczami Wołgi i Uralu.